# Tanapseudes sinensis
Tanapseudes sinensis is een naaldkreeftjessoort uit de familie van de Kalliapseudidae. De wetenschappelijke naam van de soort is voor het eerst geldig gepubliceerd in 2000 door Bamber.